# 러닝 스케어드
《러닝 스케어드》(영어: Running Scared)는 2006년 공개된 네오누아르 액션 스릴러 영화이다.

## 출연
- 폴 워커
- 캐머런 브라이트
- 비라 파미가
- 채즈 팰민테리
- 카렐 로덴
- 조니 메스너
- 이바나 밀리체비치
- 마이클 커들리츠
- 브루스 올트먼
- 엘리자베스 미첼
- 아서 J. 내스커렐라
- 존 노블
- 데이비드 워쇼프스키

## 기타 제작진
- 라인 제작: 토니 그라치아, 제프 G. 왁스먼
- 공동 제작: 케번 밴톰프슨
- 배역: 앤 매카시, 제이 스컬리
- 미술: 토비 코빗
- 의상: 크리스틴 M. 버크